# Viļaka kommun
Viļakas novads var en kommun i Lettland. Den låg i den östra delen av landet, 220 km öster om huvudstaden Riga. Antalet invånare var 6 545. Arean var 640 kvadratkilometer.
2021 slogs kommunen samman med Balvi kommun.
Följande samhällen fanns i Viļakas novads:
- Viļaka